# 인천청담고등학교
인천청담고등학교는 2009년에 개교한 위기 청소년이나 학업 중단 학생을 위해 설립된 각종학교이다.

## 학교 연혁
- 2009년: 대안학교 청으로 개교
- 2011년: 인천광역시교육청의 고등학교 과정 인가를 받음(사립 각종학교)
- 2012년 :인천청담학교로 교명 변경
- 2014년: 인천청담고등학교로 교명 변경

## 참고 자료
- 인천청담고등학교 - 한국교육학술정보원 학교알리미